# Lista de viagens vice-presidenciais de Hamilton Mourão
Esta é uma lista de viagens vice-presidenciais realizadas pelo 25.º vice-presidente do Brasil, Hamilton Mourão, empossado em 1 de janeiro de 2019. Nesta lista constam viagens de caráter diplomático realizadas por Hamilton Mourão desde sua posse até à atualidade.
O vice-presidente brasileiro fez 17 viagens ao exterior para 15 países diferentes, além de uma visita à Antártida em 2020. Na maioria das vezes, Mourão representou o presidente Jair Bolsonaro nos eventos pelo mundo.

## Resumo
Abaixo, a quantidade de visitas feitas por Mourão para cada país.
- uma viagem:

Angola, Antártida, Argentina, Cabo Verde, China, Egito, Emirados Árabes Unidos, Espanha, Grécia, Portugal e Vaticano
- duas viagens:

Chile, Colômbia, Estados Unidos, Itália e Uruguai
- três viagens:

Peru

## 2019
|   | País           | Cidade/Região            | Período                    | Notas |
| - | -------------- | ------------------------ | -------------------------- | --- |
| 1 | Colômbia       | Bogotá                   | 24 de fevereiro de 2019    | Primeira viagem oficial como vice-presidente do Brasil. Representou o país em uma reunião do Grupo de Lima. |
| 2 | Estados Unidos | Boston e Washington, D.C | 5 a 9 de abril de 2019     | Encontrou-se com brasileiros e estudantes da Universidade Harvard. Participou de uma reunião oficial com o vice-presidente americano, Mike Pence.                                                                  |
| 3 | China          | Pequim                   | 19 a 24 de maio de 2019    | Encontrou-se com o vice-presidente chinês, Wang Qishan. Presidiu a quinta edição da reunião da Comissão Sino-Brasileira de Alto Nível de Concertação e Cooperação (Cosban). Reuniu-se com o presidente Xi Jinping. |
| 3 | Itália         | Pistoia                  | 25 de maio de 2019         | Participou de uma homenagem à Força Expedicionária Brasileira que lutou contra a Itália fascista na Segunda Guerra Mundial.                                                                                        |
| 4 | Itália         | Roma                     | 10 a 15 de outubro de 2019 | Reuniu-se com autoridades e empresários italianos. |
| 4 | Vaticano       | Cidade do Vaticano       | 13 de outubro de 2019      | Encontrou-se com o Papa Francisco e participou da cerimônia de canonização de Irmã Dulce. |
| 5 | Peru           | Lima                     | 23 de outubro de 2019      | Participou de uma reunião sobre a venda de submarinos para a Marinha do Peru. Se reuniu com o presidente Martín Vizcarra, com autoridades e empresários.                                                           |
| 6 | Argentina      | Buenos Aires             | 10 de dezembro de 2019     | Participou da cerimônia de posse do novo presidente argentino, Alberto Fernández. |

## 2020
|   | País      | Cidade/Região      | Período                    | Notas |
| - | --------- | ------------------ | -------------------------- | --- |
| 7 | Chile     | Punta Arenas       | 13 a 15 de janeiro de 2020 | Mourão aguardou autorização para sobrevoar para a Antártida devido ao mau tempo no dia da inauguração da Estação Antártica Comandante Ferraz que teve de ser adiada em um dia. Participou de um jantar oferecido pelo ministro da defesa do Chile, Alberto Espina. |
| 7 | Antártida | Ilha do Rei George | 15 e 16 de janeiro de 2020 | O vice-presidente participou da cerimônia de inauguração da nova Estação Antártica Comandante Ferraz, depois que o edifício da estação anterior foi destruído por um incêndio em 2012.                                                                             |

## 2021
|    | País                   | Cidade/Região | Período                               | Notas |
| -- | ---------------------- | ------------- | ------------------------------------- | --- |
| 8  | Angola                 | Luanda        | 13 a 17 de julho de 2021              | Primeira viagem ao exterior desde que a Pandemia de COVID-19 foi anunciada pela OMS. O vice-presidente reuniu-se com o presidente angolano, João Lourenço, e com diversos outros presidentes, entre eles o da Guiné-Bissau, Umaro Sissoco Embaló. Inaugurou um mural de arte urbana e almoçou na embaixada brasileira em Angola. Participou da Cúpula Presidencial dos Chefes de Estado da CPLP – Comunidade dos Países de Língua Portuguesa. |
| 9  | Peru                   | Lima          | 26 a 28 de julho de 2021              | O vice-presidente participou das comemorações do bicentenário da independência da nação andina. Participou também da cerimônia de posse do presidente eleito do país, Pedro Castillo. |
| 10 | Egito                  | Cairo         | 27 a 30 de setembro de 2021           | O vice-presidente reuniu-se com o presidente Abdul Fatah Khalil Al-Sisi. Ambos discutiram a relação bilateral entre os dois países. Reuniu-se também com o general Mohamed Ahmed Zaki, ministro da Defesa do Egito. |
| 10 | Emirados Árabes Unidos | Dubai         | 30 de setembro a 5 de outubro de 2021 | O vice-chefe de Estado participou e discursou na Expo 2020, adiada por um ano devido a Pandemia de COVID-19, onde inaugurou o pavilhão brasileiro sobre desenvolvimento sustentável. |
| 10 | Grécia                 | Atenas        | 5 e 6 de outubro de 2021              | Visita de trabalho. Reuniu-se com o Presidente do Grupo de Amizade Brasil–Grécia, Maximos Senetakis, e com políticos locais. |
| 11 | Cabo Verde             | Praia         | 09 de novembro de 2021                | Participou da cerimônia de posse do presidente eleito do país, José Maria Neves. |

## 2022
|    | País           | Cidade/Região         | Período                     | Notas |
| -- | -------------- | --------------------- | --------------------------- | --- |
| 12 | Colômbia       | Cartagena das Índias  | 26 e 27 de janeiro de 2022  | Participou de um jantar oferecido pelo presidente anfitrião, Iván Duque. Representou o Brasil na reunião de cúpula de chefes de Estado do Prosul. |
| 13 | Chile          | Santiago e Valparaíso | 9 a 11 de março de 2022     | Participou da cerimônia de posse do presidente eleito, Gabriel Boric. |
| 14 | Uruguai        | Montevidéu            | 5 a 7 de maio de 2022       | Devido a lei eleitoral brasileira, o vice-presidente precisa deixar o Brasil para não assumir a presidência no lugar do titular e se tornar inelegível, já que optou por concorrer a um outro cargo público nas Eleições Gerais no Brasil em 2022. O motivo foi o fato do mandatário, Jair Bolsonaro, estar na mesma data em viagem ao exterior. Mourão encontrou-se com a vice-presidente Beatriz Argimón e com empresários do país. |
| 15 | Espanha        | Madrid                | 7 a 11 de junho de 2022     | Devido a lei eleitoral brasileira, o vice-presidente precisa deixar o Brasil para não assumir a presidência no lugar do titular e se tornar inelegível, já que optou por concorrer a um outro cargo público nas Eleições Gerais no Brasil em 2022. O motivo foi o fato do mandatário, Jair Bolsonaro, estar na mesma data em viagem ao exterior. Encontro com autoridades locais, dentre esses, o secretário-Geral da Organização dos Estados Ibero-americanos, Andrés Allamand. Participou de um almoço oferecido pela diretoria da Fundação Conselho Espanha-Brasil e de um jantar oferecido pelo Embaixador do Brasil na Espanha. |
| 16 | Estados Unidos | Nova Iorque           | 19 a 22 de julho de 2022    | Encontrou-se com empresários e políticos americanos. Participou de reuniões do Conselho de Segurança das Nações Unidas. |
| 17 | Peru           | Lima                  | 18 a 21 de setembro de 2022 | Devido a lei eleitoral brasileira, o vice-presidente precisa deixar o Brasil para não assumir a presidência no lugar do titular e se tornar inelegível, já que optou por concorrer a um outro cargo público nas Eleições Gerais no Brasil em 2022. O motivo foi o fato do mandatário, Jair Bolsonaro, estar na mesma data em viagem ao exterior. Encontrou-se com a vice-presidente do país, Dina Boluarte, que no momento da visita estava como presidente em exercício. Visitou as instalações da feira Expoalimentária. |
| 18 | Portugal       | Lisboa                | 21 e 22 de novembro de 2022 | Viagem oficial. O vice-presidente brasileiro se encontrou com o presidente Marcelo Rebelo de Sousa e com o primeiro-ministro António Costa. |
| 19 | Uruguai        | Montevidéu            | 6 de dezembro de 2022       | Mourão representou o Brasil na 61.ª cúpula de chefes de Estado do MERCOSUL. Encontrou-se com o presidente Luis Lacalle Pou, com o presidente da Argentina, Alberto Fernández e com o presidente do Paraguai, Mario Abdo Benítez. |